# خون‌گوتله
خون‌گوتله (ترکی آذربایجانی: Khungutala) یک منطقهٔ مسکونی در جمهوری آرتساخ است که در استان مارتاکرت واقع شده‌است.